# La Sanjurjada
La Sanjurjada fou un intent de cop d'estat fracassat que part de l'exèrcit espanyol inicià la matinada del 10 d'agost
de 1932 contra la II República, liderat des de Sevilla pel general Sanjurjo. Després del cop, Sanjurjo va ser en primer lloc condemnat a mort i, posteriorment, després d'una temporada a el Dueso, va ser exiliat a Estoril (Portugal),
des d'on va intentar tornar anys després per posar-se al capdavant dels sublevats l'any 1936.
El ban militar del 10 d'agost de 1932 del general Sanjurjo deia:

| « | Queda declarado el estado de guerra en toda la región andaluza, con las consecuencias que dicho estado lleva consigo. Como Capitán General de Andalucía, asumo el mando concentrado en mi autoridad de todos los poderes. Así como Dios me permitió llevar al Ejercito español a la Victoria en los campos africanos, ahorrando el derramamiento de sangre moza, confío en que también hoy me será permitido, con mi actitud, llevar la tranquilidad a muchos hogares humildes, y la paz a todos los Espíritus. | » |